# 段安节
段安節（?—?），齊州臨淄（今山東淄博）人，其為唐代宰相段文昌之孫，太常少卿段成式之子，也是唐代詩人溫庭筠的女婿。 
段安節自幼喜好音樂，精於音律，唐昭宗時曾任官唐代朝議大夫、守國子司業，其所著《樂府雜錄》記載了唐代以前各種樂器的使用情形。段安節的代表作品有《盧陵宦下記》、《酉陽雜俎》及《樂府雜錄》。 

## 生平
段安節自幼喜好音樂、精於音律，《新唐書·段志玄傳》末附載有關於段安節的描述：「（段安節）善樂律，能自度曲，故是書述樂府之法甚悉。」；四庫全書提要引南楚新聞曰：『安節，臨淄人，宰相文昌之孫，太常少卿成式之子，溫庭筠之婿也。』
段安節因見《教坊記》所載未盡周詳，遂於乾寧元年採其過往見聞編成《樂府雜錄》一卷，《新唐書·藝文志》著錄。此書記載唐玄宗以後樂部、歌舞、雜戲、樂器、樂曲及樂律宮調，兼及一些演奏者姓名和軼事，為研究唐代樂舞之重要著作。此書版本較多，以《守山閣叢書》收清錢熙祚校訂本為佳。

## 文學成就
段安節撰有《樂府雜錄》，他在《序》中談到他撰作《樂府雜錄》的宗旨在於「吁天降神」，「移風易俗」，「重翻曲調」，也在內容提及他自己「以幼少即好音律，故得生少宮商，亦似聞見數多，稍能記憶。嘗見《教坊記》，亦未周詳，以耳目所接，編成《樂府雜錄》一卷。」
《樂府雜錄》成書於唐代乾寧元年（西元894年）以前，而書名中的「樂府」二字，並非指盛行於漢代的舊體詩詩體—樂府，在這裡的「樂府」是廣泛地包括了唐代中葉以後的音樂、歌舞、雜戲、技藝等，即古代的樂舞百戲等雜藝。書中首列關於樂部的九條：【雅樂部】、【雲韶部】、【清樂部】、【鼓吹部】、【驅儺部】、【熊羆部】、【鼓架部】、【龜茲部】、【胡部】。可見在唐朝末年，九部的形式雖然還存在，但內容卻大有變更。其次是關於【歌】、【舞工】、【俳優】以上三條和關於【琵琶】、【箏】、【箜篌】、【笙】、【笛】、【篥】、【五弦】、【方響】、【擊甌】、【琴】、【阮咸】、【羯鼓】、【鼓】、【拍板】等樂器的十四條，加上關於【安公子】、【黃驄疊】、【離別難】、【夜半樂】、【雨霖鈴】、【還京樂】、【康老子】、【得寶子】、【文敘子】、【望江南】、【楊柳枝】、【傾杯樂】、【道調子】等十三條樂曲介紹，以及關於【傀儡子】的一條。
《樂府雜錄》大多是有關音樂源流方面的考證，其中也兼談到一些演奏者的姓氏和遺聞軼事。本書最後收錄了《別樂識五音輪二十八調圖》，這是唐代所用的樂律宮調，然而流傳至今的文本僅有文字敘述而圖片卻已遺佚，導致難以窺見唐代樂律宮調全貌。
《樂府雜錄》書中也講述了中國古代俗樂的興衰。盛行於開元、天寶時代，唐朝宮廷中當時改採用的所謂「俗樂」。天寶年間，安祿山叛亂之後，這些俗樂雖然大多喪失了，但在民間仍然繼續流行著，而且不斷地豐富和發展。因此，在唐朝中葉以後，俗樂仍然大量地供給宮廷方面吸收。段安節《樂府雜錄》一書所記載的，除了少數屬於太常樂外，其餘大部分都是俗樂。這是段安節所撰《樂府雜錄》一書的突出貢獻。此書所記載的這些材料，可以補《教坊記》一書所記的不足。由於受西域各民族音樂的影響，唐代的俗樂，採用了絃樂器琵琶來定律，這樣一來，在音律方面便有了很大的發展。《樂府雜錄》記載了自唐開元以來的樂部、樂器、樂舞節目以及演員軼事等條目，是研究中國古代音樂、舞蹈和戲曲藝術的史料。《樂府雜錄》有諸多的別名，例如《守山閣叢書》、《唐人說薈》等，其刪節本後更名為《琵琶錄》。
在段安節編著《樂府雜錄》以前，史書上所記載關於琵琶的定律還很不詳細，而《樂府雜錄》末尾所附的《別樂識五音輪二十八調圖》留下了很重要的資料。而後來研究燕樂的各家，如方成培、凌廷堪、陳灃等，大多據此為主要的資料，使燕樂研究成為一項專門的學科。